# Jean-François Paillard
Pour les articles homonymes, voir Paillard.
Jean-François Paillard est un chef d'orchestre français né le 12 avril 1928 à Vitry-le-François et mort le 15 avril 2013 à Carpentras,,. Outre la définition d'une esthétique musicale reconnue par de nombreux musiciens et conservatoires nationaux, il a redécouvert une partie de la musique française écrite avant Hector Berlioz. Il est d'autre part l'auteur de plus de trois cents enregistrements, réalisés principalement pour la firme Erato, ce qui en fait le chef français le plus enregistré du XXe siècle.

## Biographie
Jean-François Paillard est le fils d'Etienne Paillard, fabricant de champagne, et de Mme, née Madeleine Guéniot.
Il obtient, en 1950, une licence ès sciences mathématiques à la Sorbonne. Parallèlement, il travaille l’écriture musicale et découvre la direction d’orchestre avec Edouard Lindenberg à Paris.
Il a reçu sa formation musicale au Conservatoire de Paris et au Mozarteum de Salzbourg. Élève d'Igor Markevitch pour la direction d'orchestre et de Norbert Dufourcq pour la musicologie, il a obtenu le premier prix du conservatoire et un certificat d’aptitude à l’enseignement de la musique.
En 1952 il épouse la claveciniste Anne-Marie Beckensteiner avec qui il aura trois enfants, Jérôme (1956), Benoît (1961) et Stéphane (1963).
Le 18 novembre 1978, il épouse en secondes noces Christine Chaux avec qui il s’installe plus tard à Saint-Auban-sur-l’Ouvèze.
Il a fondé, en 1953, l'Ensemble instrumental Jean-Marie Leclair (inspiré du nom de ce compositeur), qui devint, en 1959, l'Orchestre de chambre Jean-François Paillard. Son premier disque Musique française au 18e siècle édité en juin 1953 a été révolutionnaire dans le domaine de l'interprétation de la musique baroque. Ont suivi de nombreux autres enregistrements qui ont participé à la redéfinition d'une interprétation plus puriste des pages européennes des XVIIe et XVIIIe siècles.
Outre son activité discographique colossale, il a effectué pendant 50 ans des tournées sur les cinq continents, et en particulier en Europe, aux États-Unis et au Japon. Tous les grands festivals se sont disputé sa participation : c'est ainsi qu'il a dirigé 5 600 concerts dont 1 480 fois Les Quatre Saisons de Vivaldi.
Il a d'autre part longuement collaboré avec les plus grands instrumentistes français de son époque, que ce soit en concert ou sur disque. Il faut citer notamment le trompettiste Maurice André, les flûtistes Jean-Pierre Rampal et Maxence Larrieu, la harpiste Lily Laskine, les hautboïstes Pierre Pierlot et Jacques Chambon, les clarinettistes Jacques Lancelot et Michel Arrignon, le claveciniste Robert Veyron-Lacroix, l'organiste Marie-Claire Alain, le bassoniste Paul Hongne… Tous admiraient chez le maître la justesse des tempi, la richesse de la pâte sonore, la netteté de l'articulation et la largeur du geste.
Son orchestre comprenait douze cordes et un clavecin. Le poste de premier violon a été confié à Huguette Fernandez jusqu'en 1969, puis à Gérard Jarry.
Jean-François Paillard a aussi été invité à diriger d'autres orchestres (English Chamber Orchestra, Los Angeles Chamber Orchestra, Ottawa Chamber Orchestra, le Symphonique de Tokyo…) avec lesquels il a produit plusieurs enregistrements. Il a par ailleurs édité les séries Archives de la musique instrumentale et publié La Musique française classique en 1960.
En avril 2008, le Japon lui a réservé les plus grands honneurs à l'occasion de ses 80 ans. Les États-Unis[Qui ?] viennent par ailleurs d'élire un de ses enregistrements dédiés aux mélodies baroques célèbres, « the best selling classical recording of all time ».
L'aîné de ses trois fils, Jérôme Paillard, après avoir été directeur général d'Erato Films au côté de Daniel Toscan du Plantier, est directeur du Marché du film du Festival de Cannes depuis 1996.
Il meurt le 15 avril 2013 à Carpentras, d'une crise cardiaque.

## Son esthétique
Jean-François Paillard n'est pas un musicien « romantique » qui s'est converti au baroque. Parallèlement à sa direction d'orchestre, il a fouillé la plupart des bibliothèques européennes à la recherche des traités d'exécution des musiques composées avant Mozart.
Ainsi, dès avant 1960, il a rassemblé une grande partie des écrits encore existants. Par ses enregistrements (environ dix par an dès 1956), il a fait connaître à l'ensemble des conservatoires européens les résultats sonores et stylistiques de ses recherches. Dès le milieu des années 1960, plus aucun orchestre en Europe ne jouait d'œuvres baroques dans le style romantique, contrairement à ce qui se faisait partout seulement dix ans plus tôt.
Au milieu des années 1970, la révolution « baroqueuse » est en marche. Jean-François Paillard, n'adhère pas aux nouveaux partis esthétiques qui ont tenté de s'imposer en Europe au cours de cette décennie. Il a même refusé catégoriquement l'essentiel de ce qui a fait le succès du mouvement baroqueux (« instruments anciens », diapasons baroques, gonflement des notes, voix d'enfants dans la musique vocale…), ce qui lui a valu l'inimitié parfois sévère de certains critiques français. Mais elle lui a permis, depuis deux décennies maintenant, de montrer une voie largement admise entre « romantiques » et « baroqueux ».
En ce début du XXIe siècle, l'esthétique de Jean-François Paillard est largement prise en compte dans les conservatoires nationaux. Elle est une synthèse entre le phrasé romantique et la vague baroqueuse. Cette esthétique est même tutélaire dans les conservatoires de certains pays, tels les pays asiatiques et les États-Unis.

## Discographie
Jean-François Paillard a effectué plus de trois cents enregistrements, récompensés par un palmarès, à ce jour encore inégalé, de vingt-neuf grands prix du disque et cinq disques d'or. Ces enregistrements ont permis au public français de découvrir au cours des années 1960 de nombreuses œuvres de musique baroque tels que le Canon de Pachelbel, Water Music de Haendel, les Concertos pour trois et quatre clavecins de Bach, et la plus grande partie des œuvres instrumentales des compositeurs français des XVIIe et XVIIIe siècles. Il a enregistré nombre de pages en première mondiale.
Son premier enregistrement lança la firme française Erato. Il a d'ailleurs été le musicien qui a assuré les plus gros succès de cette firme[réf. nécessaire] avec, entre autres, le Concerto pour flûte et harpe de Mozart, le Canon de Pachelbel ou les Concertos brandebourgeois de Bach. Sa collaboration avec Erato a duré 32 ans, et s'est terminée brutalement à la suite du départ de Philippe Loury, patron de la firme. Jean François Paillard avait alors produit 235 enregistrements sous ce label. Deux années plus tard en 1986, il signait avec BMG, avec lequel il a collaboré jusqu'en 2002.
En 2010, Jean François Paillard avait vendu neuf millions de disques.
En 2019, Warner a réédité la totalité des œuvres orchestrales enregistrées par Jean François Paillard pour la firme Erato. Ce coffret de 133 CDs est, à ce jour, la plus grosse parution de musique baroque et classique disponible sur le marché mondial.

### Quelques enregistrements historiques
- Marc-Antoine Charpentier : Sonate à Huit H.548, Nuit H.416, 4, François Couperin, Apothéose de Lully, Maxence Larrieu, Rémy Cotton, flûtes, Huguette Fernandez, Ginette Carles, violons,, Alfred Lessling, viole de gambe, Bernard Fonteny, violoncelle, Eugen Dombois, luth, Anne-Marie Beckensteiner, clavecin, Orchestre Jean-François Paillard, dir. Jean-François Paillard. LP Erato 1965.
- Jean-Marie Leclair : 12 Concertos pour violon et orchestre Opus 7, N° 1, 2, (3, flûte), 4, 5, 6, Opus 10, N° 1, 2, 3, 4, 5, 6, Gérard Jarry, violon, Christian Lardé, flûte, Orchestra Jean-François Paillard, dir. Jean-François Paillard - 3 LP Erato 1979 (Grand prix du Disque) report 3 CD Erato 1995.
- Escapes Volume One - Artistes Variés - Joue sur Pachelbel : Canon in D Avec le Paillard Chamber Orchestra 1996
- Jean-Sébastien Bach : Suite en si mineur pour flûte traversière et cordes, enregistrée en 1957 (avec Christian Lardé), en 1962 (avec Maxence Larrieu), en 1968 (avec Maurice André), en 1971 (avec Jean-Pierre Rampal) en 1976 (avec Alain Marion) en 1987 (avec Philippe Pierlot) et de nouveau en 1989 avec Christian Lardé.
- Jean-Sébastien Bach : Concerto en ré mineur pour clavier, enregistré en 1958 et en 1968 (avec R Veyron-Lacroix), en 1959 (avec G Sebök), en 1977 (avec M Cl Alain) et en 1993 (avec R. Siegel).
- Jean-Sébastien Bach : l'intégrale des Concertos brandebourgeois enregistrée en 1973 (avec Maurice André, Jean-Pierre Rampal, Alain Marion, Pierre Pierlot, Jacques Chambon, Paul Hongne, Gérard Jarry) et en 1990 (avec Th Caens, J J Justafré, M Larrieu, M Sanvoisin, Th Indermüle, G Jarry et R Siegel).
- Vivaldi/J S Bach : Concerto à 4. Version 4 violons en 58 (avec H Fernandez) en 70 et 89 (avec G Jarry). Version 4 claviers en 59 et 68 (avec R Veyron Lacroix), en 81 (avec A Queffelec).
- Vivaldi : Les Quatre Saisons, enregistrées en 1959 (avec H Fernandez) en 1970, 1976, 1988 et 1991 (avec G Jarry) en 2002 (avec S Kudo).
- Haendel : Water Music, enregistrée en 1960, 1973 et 1990.
- Adagio d'Albinoni, enregistré en 1958, 1975, 1983, 1988, 1990 et 1996.
- Mozart : Une petite musique de nuit, enregistrée en 1960, 1969, 1978 et 1987.
- Mozart: Concerto pour clarinette, enregistré en 1958 et 1963 (avec J. Lancelot) et en 1991 (avec M. Arrignon).

### Les disques d'or
- Vivaldi : Les Quatre Saisons - Erato 1976
- Bach : "Les suites pour orchestre" - Erato 1977
- Pachelbel/Albinoni : Canon et adagio - Erato 1984
- Delalande : Symphonies pour les soupers du roi - Erato 1985
- Mozart : Concertos pour vents - BMG 1992